# Apteromantis
Apteromantis — рід богомолів триби Amelini з родини Mantidae. Невеликі безкрилі богомоли, поширені на Піренейському півострові та в Північно-Західній Африці. Налічує 2 види.

## Опис
Дрібні безкрилі богомоли з тілом переважно зеленого, рідше жовтуватого забарвлення. Очі конічні, з загостреною верхівкою. Антени самців довші ніж у самиць. Передньогруди овальні, вдвічі довші за ширину. На передніх стегнах по 4 дискоїдальні та зовнішні шипи. Середні та задні ноги відносно довгі, базальний членик задньої лапки ледве довший за усі інші сегменти разом.
Близькі до богомолів роду Pseudoyersinia, відрізняються більшими розмірами та більш міцною статурою.

## Систематика
Рід уведено 1931 року Вернером для двох видів, які були віднесені раніше до роду Pseudoyersinia. Наукова назва перекладається як «безкрилий богомол». До роду належать близькі, але окремі види:
- Apteromantis aptera Fuente, 1894 — Іспанія, Португалія
- Apteromantis bolivari Werner, 1929 — Марокко

Біологію A. bolivari практично не вивчено, тоді як A. aptera досліджено відносно добре й занесено до Червоного списку МСОП у найменш загрозливому статусі (LC).